# Excesso (banda)
Os Excesso (1997-2002) foram a primeira boys band portuguesa e marcaram o cenário musical em Portugal no final da década de 1990. Era constituído pelos seguintes elementos: Gonzo, Carlos, Melão, Duck e João Portugal. Entre os seus maiores êxitos, estão as canções "Eu Sou Aquele" (o single de estreia da grupo, lançado em 1997), "Não Sei Viver Sem Ti", "És Loucura" e "Não Quebres o Meu Coração". Foram um dos maiores fenómenos musicais portugueses dos anos 90 e, a par dos D'ZRT, podem ser considerados a boys band mais bem-sucedida da história da música portuguesa.

## Percurso
Os Excesso foram a primeira boys band portuguesa que iniciou um projeto musical que seguia as características dos grupos internacionais. A banda era composta por Gonzo, Carlos, Melão, Duck e João Portugal.  Os cinco elementos foram escolhidos num casting. Tinha como manager José Varadas. O álbum de estreia dos Excesso, Eu Sou Aquele, foi editado pela Polygram em 1998 e atingiu o primeiro lugar do top português.
Em 1999, o grupo lança o álbum "Até ao Fim", que fica aquém das expectativas da editora Universal (ex-Polygram).
No mesmo ano, depois da saída de Carlos, verificaram-se alguns problemas no seio do grupo. Os restantes membros ainda tentaram continuar, mas o mesmo acabou por terminar com a saída de outro elemento, João Portugal. Os Excesso estiveram na ribalta durante três anos. Depois da separação, todos os membros seguiram carreiras a solo, exceto Carlos, que passou a fazer parte da boys band Hexa Plus. Nas suas carreiras posteriores ao Excesso, Gonzo, Melão e João lançaram pelo menos um single bem-sucedido cada. 
Em 2012, o programa Perdidos e Achados, da SIC, foi no rasto dos cinco elementos dos Excesso, fazendo uma retrospetiva da carreira do grupo e da vida dos seus membros nessa altura. Carlos foi o único que recusou participar na reportagem. 
Em 29 de maio de 2023, os 5 elementos regressaram aos palcos num concerto no Altice Arena.
Em 2025 vão voltar ao palcos para 5 concertos.

## Elementos
- Gonzo
- Carlos
- Melão
- Duck
- João Portugal

## Discografia
A discografia da banda é composta por: 
- 1997 - Eu Sou Aquele, editado pela Polygram [12]
- 1999 - Até ao Fim, editado pela Universal